# Pseudamphilochus shoemakeri
Pseudamphilochus shoemakeri is een vlokreeftensoort uit de familie van de Pseudamphilochidae. De wetenschappelijke naam van de soort is voor het eerst geldig gepubliceerd in 1931 door Schellenberg.